# Pavel Kuka
Pavel Kuka (Praga, 19 luglio 1968) è un allenatore di calcio ed ex calciatore ceco, di ruolo attaccante, procuratore di calciatori.
È il 4º miglior calciatore ceco del decennio (1993-2003) secondo la rivista ceca Mladá fronta DNES.

## Carriera
Cresciuto nelle giovanili del Rudá Hvězda Cheb, debuttò in prima squadra nel 1987 e dal 1989 al 1994 giocò cinque anni nello Slavia Praga.
Successivamente passò al Kaiserslautern, in Germania, vincendo la Bundesliga nel 1998, al Norimberga (1999) e allo Stoccarda (2000), prima di tornare allo Slavia Praga e terminare la carriera nel 2005.
Ha giocato con la Nazionale cecoslovacca segnando 7 reti in 24 gare, e con la Nazionale ceca, segnando 22 reti in 63 gare.
Ha fatto parte della spedizione ceca al campionato d'Europa 1996.

## Palmarès

### Giocatore

#### Club

##### Competizioni nazionali
- Campionato tedesco: 1

Kaiserslautern: 1997-1998
- Coppa di Germania: 1

Kaiserslautern: 1995-1996
- Coppa della Repubblica Ceca: 1

Slavia Praga: 2001-2002

##### Competizioni internazionali
- Coppa Intertoto: 2

Slavia Praga: 1992, 1993

#### Individuale
- Capocannoniere della Coppa Mitropa: 1

1990 (2 gol) a pari merito con Lorenzo Scarafoni e Valeriano Fiorin
- Calciatore ceco dell'anno: 1

1994